# 戴夫史密斯縣 (德克薩斯州)
戴夫史密斯县（英語：Deaf Smith County）是美國德克薩斯州北部狹地的一個縣，西鄰新墨西哥州。面積3,880平方公里。根据美國2000年人口普查，共有人口18,561人。縣治赫里福德（Hereford）。
成立於1876年8月21日，縣政府成立於1890年12月1日。縣名得克萨斯革命時期軍官伊拉斯塔斯·「聾子史密斯」·史密斯（Erastus "Deaf Smith" Smith）。